# Marion Reichardt
Marion Reichardt (10 de febrero de 1997) es una deportista alemana que compite en remo. Ganó una medalla de plata en el Campeonato Europeo de Remo de 2020, en la prueba de cuatro scull ligero.

## Palmarés internacional
| Campeonato Europeo | Campeonato Europeo | Campeonato Europeo | Campeonato Europeo  |
| Año                | Lugar              | Medalla            | Prueba              |
| ------------------ | ------------------ | ------------------ | ------------------- |
| 2020               | Poznań (Polonia)   | Medalla de plata   | Cuatro scull ligero |